# Microrregión de Campanha Meridional
La microrregión de Campanha Meridional es una de las microrregiones del estado brasileño de Rio Grande do Sul perteneciente a la mesorregión Sudoeste Rio-Grandense. Su población fue estimada en 2005 por el IBGE en 179.093 habitantes y está dividida en cinco municipios. Posee un área total de 14.259,907 km².

## Municipios
- Aceguá
- Bagé
- Dom Pedrito
- Hulha Negra
- Lavras do Sul